# 紺野陽吉
紺野 陽吉（こんの ようきち、1913年5月16日 - 1945年10月3日）は、山形県生まれの作曲家。

## 経歴
1913年、山形県西置賜郡東根村大字畔藤（現白鷹町畔藤）で生まれる。紺野家は祖父の代からの医者の家で、陽吉は男3人女3人の6人兄弟の次男であった。県立長井中学校 (現山形県立長井高等学校) を1931年に卒業し、上京する。親は医学の道を望んだが、本人は自分の好きな音楽の道へ進む。立教大学交響楽団やコンセール・ポピュレール (後の青年日本交響楽団) というセミプロ楽団でヴァイオリンを弾く。生活の糧は、当時さかんに発売されていたポピュラー音楽のレコード録音の伴奏者として得ていたものと考えられる。1941年日米開戦の年の8月、紺野は召集され、翌1942年戦地に向った。紺野は戦地に赴く前に作曲家の清瀬保二の家を訪れ、自分が作曲した3曲の楽譜を清瀬に託した。清瀬は1930年に発足した新興作曲家連盟に当初から関わり、1937年以降は事務所も引き受けるなど、作曲家たちの信頼を受けていた。戦時下、預かった紺野の楽譜を清瀬は防空壕にいれて大切に保管していた。しかしながら紺野は、1945年8月15日に戦争が終わった2か月後の10月3日、中国東北部旧満州海林の収容所内病院で32歳で戦病死した。実家に死亡通知が届いたのはそれから10年後の1955年で、両親は既に亡くなっていた。

## 作品の発見
清瀬は1981年に亡くなり、紺野の作品を知る人は誰もいなくなった。終戦から50年を経た1995年夏、清瀬の資料を整理していた音楽評論家の小宮多美江が、紺野の作品の入っている封筒を偶然発見した。小宮は1982年に清瀬保二を取り上げたアマチュア・オーケストラ新交響楽団の日本の交響作品展の企画に関わって以来、清瀬の研究に取り組んでいた。清瀬の資料は日本近代音楽館に収蔵されていたので、小宮はそれを調査する中で紺野の楽譜を発見したのである。「紺野陽吉君遺稿」と書かれた封筒の中には、紺野が作曲した「木管三重奏曲」「弦楽二重奏曲」「弦楽三重奏曲」の手書き譜が入っていた。

## 作品
紺野の作品の詳細は次の通り。いずれの楽譜も音楽の世界社から出版されている。
- 弦楽二重奏曲 (Violin, Cello) : Moderato -- Andante cantabile -- Allegro ma non troppo
- 木管三重奏曲 (Flute, Clarinet, Bassoon) : Allegro ma non troppo -- Andante -- Allegro
- 弦楽三重奏曲 (Violin, Viola, Cello) : Allegro ma non troppo -- Andante cantabile -- Allegro ma non troppo con leggiero

## 作品演奏会と録音
紺野の作品発見から更に16年後の2011年、小宮のもとに紺野の「弦楽三重奏曲」についての問い合わせがはいった。それをきっかけに楽譜の整備が進み、2012年4月28日紺野の故郷である山形市文翔館ホールにて、山形弦楽四重奏団第43回定期演奏会のアンコールとして「弦楽三重奏曲」の第2楽章が演奏された。
同年9月30日、明治学院大学白金キャンパスアートホールで開催された「明治学院コンサートシリーズ第44回《日本近代音楽館によせて・4》」において、紺野陽吉 (安藤久義補作) 「弦楽トリオ」が初演された。紺野の作品のうちこの曲だけは終楽章の最後が未完であったので、清瀬保二の弟子である安藤久義が補作している。
2013年1月14日には、紺野陽吉生誕百年記念演奏会が山形弦楽四重奏団により山形市で開催され、弦楽三重奏曲が演奏された。その後も国内外で作品が演奏されている。
2014年4月28日には紺野の作品3曲の録音が行われ、ミッテンヴァルトからCDが発売された。